# 未来日本
未来日本（みらいにっぽん）とは、以下に挙げる日本の院内会派・政治団体の名称。
1. 長島昭久衆議院議員が2018年6月1日に設立した政治団体（地域政党）
2. 2018年10月18日に長島らが衆議院で結成した院内会派

## 沿革

### 地域政党の結成
2018年6月1日、旧希望の党解党後無所属で活動していた長島昭久衆議院議員が地域政党「未来日本」の設立を発表し、東京都選挙管理委員会に届け出た。同党は主に長島と行動を共にしている東京21区内の旧民進党系地方議員らで構成され、6月17日投開票の立川市議選に候補者を擁立（公認3名・推薦2名（推薦候補は国民民主党公認））。投開票の結果、公認・推薦を決めた4名が当選し、公認候補1名が落選した。

### 衆議院院内会派の結成
同年10月18日、長島と笠浩史衆議院議員によって、衆議院の院内会派「未来日本」が結成された。両氏は2017年の第48回衆議院議員総選挙の前に民進党を離れ、旧希望の党に結成メンバーとして参加。2018年5月に希望の党が国民民主党に移行する際に加わらず、無所属となっていたが、「無所属では十分な議会活動ができない。会派を組むことで質問する機会を得たい。」との思いで会派を結成した。同年末には同会派の政党化を模索したが、調整がつかず年内の結党を断念した。

### 長島の自民党入り、解散
地域政党「未来日本」は、2019年の第19回統一地方選挙ではかつて東京21区に属していた昭島市の市議選で公認候補を擁立したほか、昭島市や東京21区内の市議選において無所属候補や都民ファーストの会の候補者を推薦した。
一方で国政での新党結成を断念した長島は2018年12月から、親交のある菅義偉内閣官房長官らを相手に自由民主党入党に向けた交渉を水面下で始めた。長島は当初次期衆院選も東京21区から出馬する意向であったが、自民現職の小田原潔と競合することから2019年6月には萩生田光一幹事長代行に選挙区変更も受け入れる考えを伝えた。
長島は6月26日に自民党に入党届を提出 し、6月末には地域政党未来日本の公式ホームページやFacebookが削除され、公式twitterも非公開となった。7月2日には会派未来日本も解散し、長島は自民党との統一会派である「自民党・無所属の会」に入会、笠は無所属となった（後に新・立憲民主党に入党）。11月28日、政治団体の解散が届け出られた。

## 過去の所属議員

### 院内会派
| 衆議院議員             | 衆議院議員            |
| ---------------------- | --------------------- |
| 長島昭久 東京21区、衆6 | 笠浩史 神奈川9区、衆6 |

### 地域政党
前述の通り、参加者は主に2017年4月の長島の民進党除籍に伴い同党を離党した地方議員らで構成されていた。
立川市議会
- 松本万紀（自民党会派に移籍。2022年不出馬）
- 渡辺忠司（旧・立憲民主党に移籍）
- 梅田春生（2019年落選）

昭島市議会
- 小林浩司（無所属、都民ファーストの会と会派を組む。後に自民党会派へ移籍）

その他
- 酒井大史（立川市長、前東京都議会議員。未来日本会計責任者。2019年立川市長選挙に立候補し、落選。2021年新・立憲民主党入党。同年2021年東京都議会議員選挙に立候補し当選。2度目の挑戦となる2023年立川市長選挙に立候補し当選。）